# Llista d'escriptors suecs
Aquesta és una llista dels escriptors en suec:

## A
- Alf Ahlberg (1892–1979)
- Lars Ahlin (1915–1997)
- John Ajvide Lindqvist (nascut el 1968)
- Sonja Åkesson (1926–1977)
- Hans Alfredson (born 1931)
- Ove Allansson (born 1932)
- Carl Jonas Love Almqvist (1793–1866)
- Per Daniel Amadeus Atterbom (1790–1855)
- Majgull Axelsson (born 1947)

## B
- Carl Michael Bellman (1740–1795)
- Victoria Benedictsson (1850–1888)
- Frans G. Bengtsson (1894–1954)
- Bo Bergman (1869–1967)
- Hjalmar Bergman (1883–1931)
- Elsa Beskow (1874–1953)
- Marcus Birro (born 1972)
- August Blanche (1811–1868)
- August Bondeson (1854–1906)
- Karin Boye (1900–1941)
- Fredrika Bremer (1801–1865)
- Annika Bryn (nascuda el 1945)

## C
- Bo Carpelan (1926-2011)
- Siv Cedering (1939–2007)
- Hanna Christenson (nascuda el 1981)
- Stig Claesson (1928–2008)

## D
- Stig Dagerman (1923–1954)
- Sture Dahlström (1922–2001)
- Olof von Dalin (1708–1763)
- Tage Danielsson (1928–1985)
- Sven Delblanc (1931–1992)
- Walter Dickson (1916–1990)
- Elmer Diktonius (1896–1961)
- Ernst Didring (1868–1931)

## E
- Inger Edelfeldt (nascut el 1956)
- Johannes Edfelt (1904–1997)
- Åke Edwardson (nascut el 1953)
- Fredrik Ekelund (nascut el 1953)
- Vilhelm Ekelund (1880–1949)
- Gunnar Ekelöf (1907–1968)
- Kerstin Ekman (nascuda el 1933)
- Torsten Ehrenmark (1919–1985)
- Per Olov Enquist (nascut el 1934)

## F
- Nils Ferlin (1898–1961), poeta
- Torbjörn Flygt (nascut el 1964)
- Lars Forssell (nascut el 1928)
- Tua Forsström (nascuda el 1947)
- Marianne Fredriksson (nascuda el 1927)
- Gustaf Fröding (1860–1911), poeta
- Faruk Iremet (nascut el 1965), poeta

## G
- Jonas Gardell (nascut el 1963)
- Anders Abraham Grafström (1790–1870)
- Elsa Grave (1918–2003)
- Jan Guillou (nascut el 1944)
- Hjalmar Gullberg (1898–1961)
- Lars Gyllensten (1921–2006)

## H
- Carl August Hagberg (1810–1864)
- Alf Hambe (born 1931)
- Stefan Hammarén
- Bob Hansson (nascut el 1970)
- Verner von Heidenstam (1859–1940)
- Alf Henrikson (1905–1995)
- Sverre Holmsen (1906–1992)

## J
- Tove Jansson (1914–2001)
- P.C. Jersild (nascut el 1935)
- Klara Johanson (1875–1948)
- Astrid Johansson (1925–2000)
- Eyvind Johnson (1900–1976)
- Ivar Lo-Johansson (1901–1990)
- Harry Järv (born 1921)

## K
- Theodor Kallifatides (nascut el 1938)
- Mare Kandre (1962–2005)
- Erik Axel Karlfeldt (1864–1931)
- Agneta Klingspor (nascuda el 1946)
- Agnes von Krusenstjerna (1894–1940)
- Martin Koch (1882–1940)
- Willy Kyrklund (nascut el 1921)

## L
- Olof Lagercrantz (1911-2002)
- Pär Lagerkvist (1891–1974)
- Selma Lagerlöf (1858–1940)
- Dagmar Lange (Maria Lang) (1914–1991)
- Viveca Lärn (nascut el 1944)
- Stieg Larsson (1954–2004)
- Anna Maria Lenngren (1754–1817)
- Oscar Levertin (1862–1906)
- Sara Lidman (1923–2004)
- Li Li (nascut el 1961)
- Barbro Lindgren (nascut el 1937)
- Astrid Lindgren (1907–2002)
- Torgny Lindgren (nascut el 1938)
- Herman Lindqvist (nascut el 1943)
- John Ajvide Lindqvist (nascut el 1968)
- Sven Lindqvist (nascut el 1932)
- Fredrik Lindström (nascut el 1963)
- Sigfrid Lindström (1893–1950)
- Jonas Carl Linnerhielm (1758–1829)
- Ivar Lo-Johansson (1901–1990)
- Lasse Lucidor (1638–1674)
- Kristina Lugn (nascuda el 1948)
- Artur Lundkvist (1906–1991)

## M
- Bertil Malmberg (1889–1958)
- Bodil Malmsten (nascut el 1944)
- Henning Mankell (1948-2015)
- Liza Marklund (nascuda el 1962)
- Harry Martinson (1904–1978)
- Moa Martinson (1890–1964)
- Erik Mesterton (nascut el 1903)
- Lukas Moodysson (nascut el 1969) (va publicar poesia abans de ser director de cinema)
- Vilhelm Moberg (1898–1973)
- Jan Myrdal (born 1927)

## N
- Håkan Nesser (nascut el 1950)
- Mikael Niemi (nascut el 1959)
- Johanna Nilsson (nascuda el 1973)
- Peter Nilson (1937–1998)
- Per Nilsson (nascut el 1954)
- Hedvig Charlotta Nordenflycht (1718–1763)
- Adolf Noreen (1854–1925)
- Julia Nyberg (1784–1854)

## O
- Albert Olsson (1904–1994)
- Jan Olof Olsson, JOLO (1920–1974)
- Vladimir Oravsky (nascut el 1947)
- Gösta Oswald (1926–1950)
- Johan Gabriel Oxenstierna (1750–1818)
- Bruno K. Öijer (nascut el 1951), poet
- Klas Östergren (nascut el 1955)

## P
- Göran Palm (nascut el 1961)
- Malte Persson (nascuda el 1976)
- Peter Pohl (nascut el 1940)
- Agneta Pleijel (nascuda el 1940)

## R
- Povel Ramel (1922–2007)
- Björn Ranelid (nascut el 1949)
- Märta Helena Reenstierna (1753–1841)
- Johan Ludvig Runeberg (1804–1877)
- Viktor Rydberg (1828–1895)

## S
- Irmelin Sandman Lilius (nascut el 1936)
- Eugen Semitjov, (1923–1987), escriptor, periodista i artista
- B M Sendlinger (born 1981)
- Malla Silfverstolpe (1782–1861), dietarista
- Sigfrid Siwertz (1882–1970)
- Maj Sjöwall (born 1935)
- Erik Johan Stagnelius (1793–1823), Poeta romàntic
- Georg Stiernhielm (1598–1672)
- August Strindberg (1849–1912)
- Eva Ström (born 1947)
- Fredrik Ström (1880–1948)
- Per Olof Sundman (1922-1992)
- Edith Södergran (1892–1923)
- Hjalmar Söderberg (1869-1941)
- Py Sörman (1897–1947)

## T
- Evert Taube (1890–1976)
- Esaias Tegnér (1782–1846), poeta
- Kerstin Thorvall (1925–2010)
- Zacharias Topelius (1818–1898), poeta i escriptor
- Tomas Tranströmer (nascut el 1931), Premi Nobel de literatura el 2011
- Stieg Trenter (1914–1967)
- Birgitta Trotzig (nascuda el 1929)
- Helene Tursten (nascuda el 1954)
- Adolf Törneros (1794-1839)

## U
- Gustaf Ullman (1881–1945)

## V
- Carl-Johann Vallgren (nascut el 1964)
- Gunnel Vallquist (nascut el 1918)
- Fredrik Vetterlund (1882–1949)

## W
- Per Wahlöö (1926–1975)
- Elin Wägner (1882-1949)
- Per Wästberg (nascut el 1933)